# Boris Markov
Boris Semionovitch Markov (en russe : Борис Семёнович Марков), né le 7 mars 1924 en Tchouvachie dans le village de Khitekushkan (raïon Alikovski) et mort le 25 mars 1977 à Moscou, est un acteur et metteur en scène de théâtre soviétique d'ethnie tchouvache, fondateur du Théâtre d'opéra et de ballet de Tchouvachie en 1960.

## Biographie
Né en 1924, Boris Markov étudie à l'école pédagogique de Tcheboksary et devient professeur des enfants dans l'école de son village.
Durant la Deuxième Guerre mondiale, il fait son service militaire dans l'artillerie. En 1947, il arrive à Tcheboksary pour étudier à l'Institut GITIS, où il reçoit en 1959 le diplôme de directeur de musique. En 1960, il fonde le Théâtre d'opéra et de ballet de Tchouvachie et en est le premier président. En 1966, il travaille au Ministère de la Culture de l'URSS comme chef du département des théâtres d'opéra. De 1968 à 1972, il travaille au théâtre Bolchoï et est aussi lecteur au GITIS.
Il est élu député du 6e Soviet suprême de l'Union soviétique (1962-1966). 
Boris Markov décède à Moscou en 1977. Il est enterré au cimetière mémorial de Tcheboksary.

## Décorations
- Ordre de l'Insigne d'honneur
- Artiste émérite de la république socialiste fédérative soviétique de Russie (1967)
- Artiste du peuple de la RSFSR (1974)

## Livres
- Boris Semënovič Markov : [буклет] / ред.-сост. И. Евсеева. – Cheboksary: Б. и., 1994. – 1 л. : ил., портр.